# Say So
«Say So» és una cançó de la rapera i cantant estatunidenca Doja Cat que va guanyar popularitat gràcies a Tik Tok. Va estrenar-se inicialment com a part del seu segon àlbum d'estudi Hot Pink, publicat el 7 de novembre del 2019 El videoclip de la cançó, dirigit per Hannah Lux Davis, es va estrenar el 27 de febrer del 2020. La versió original de la cançó va situar-se al top 10 de nombrosos països, entre els quals el Regne Unit i els Estats Units.
El dia 1 de maig del 2020, Doja Cat va estrenar una nova versió de la cançó amb Nicki Minaj, que va aconseguir arribar a la primera posició del Hot 100 i convertir-se en el primer número 1 per a totes dues als Estats Units.